# クロード・ギャラモン
クロード・ギャラモン（Claude Garamond、1480年–1561年）はフランスの書体デザイナー・活字鋳造業者である。パリに生まれた。アルドゥス・マヌティウスのローマン体活字をパリに導入し、自身もタイプフェースを創作したことで知られる。
1510年シモン・ド・コリーヌのもとでパンチ・カッターとして弟子入りし、1530年、De Aetnaの出版でアルドゥスが使った活字を基に自作の活字を初めて本の印刷に使用した。また、1545年から出版も手がけるようになる。最初の本はDavid Chambellanの"Pia et Religiosa Meditatio"で、ギャラモンの製作した活字を使用していた。死後、その活字はアントウェルペンのクリストフ・プランタンらがギャラモンのパンチ父型や母型を獲得した。